# 土耳其历史
現代土耳其人原為烏古斯人的一個分支，但经过迁徙和混合，已经和原中亚突厥人关系较远。11世紀左右由中亞一帶遷入小亞細亞，1299年，奧斯曼帝國建立，1453年5月29日，攻陷君士坦丁堡，滅東羅馬帝國，16世紀達到鼎盛，統治區域地跨歐、亞、非三大洲，17世紀末期开始衰落。19世紀末，奧匈積極向奧斯曼帝國擴張，加劇奧匈與俄在中東的爭奪。1914年在第一次世界大戰中加入同盟國作戰，1918年戰敗。根據《凡爾賽和約》，土耳其喪失大片領土。1919年凱末爾發動民族解放戰爭，1923年10月29日成立土耳其共和國。

## 安纳托利亚地區的古典時代

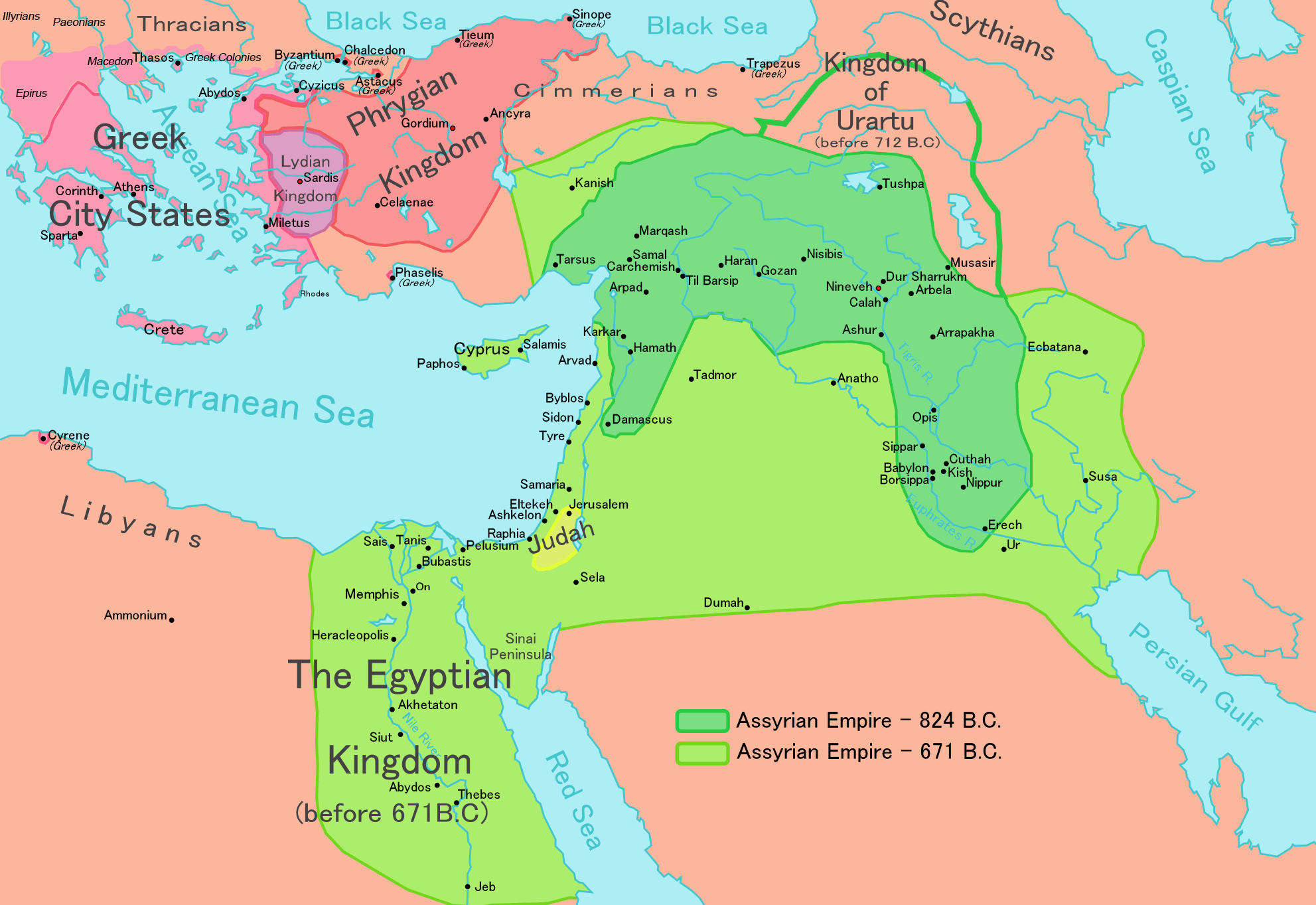
弗里吉亞人及亞述人之地圖

從亞伯拉罕到挪亞方舟所停泊的亞拉拉特山，安纳托利亚在聖經時代已在文明史上扮演重要地位。哈梯人、魯維人及胡里特人相繼佔領小亞細亞後，印歐人便攻陷哈图沙。公元前1800年到前1170年，赫梯人興起。在赫梯帝國於公元前1170年崩潰後，安納托利亞地區出現政治真空。於是許多講印歐語的民族，以及「海上民族」紛紛遷入這一地區，形成一波移民浪潮。弗里吉亞人也在這批移民之內，他們於前9世紀至前8世紀時建立以戈爾迪烏姆為都城的王國。外來者的入侵使赫梯人和迈锡尼文明的文明都遭到徹底的毁滅。
兩個腓尼基國王的故事在神話中永遠流傳：留下戈耳狄俄斯之结的戈耳狄俄斯和點石成金的彌達斯。可是腓利基人很快就屈服在惡鄰之下，主要是呂底亞。而呂底亞人統治土耳其西部的一百年間，覬覦其財富的希臘鄰居一直保持密切注意，到現在還流傳著「像克羅索斯那麼有錢」（as rich as Croesus）的成語，而克羅索斯最後則在前546年被波斯旳居魯士二世所擊敗。到前334年，亞歷山大大帝踏上安纳托利亞。在亞歷山大大帝後的一個世代，其後繼者尚未建立其王國之前，安那托利亞的歷史由比提尼亞、帕加马和本都等一連串的政权所組成，直至羅馬人於前1世紀的出現。

## 拜占庭时期
324年，罗马帝国皇帝君士坦丁大帝将首都迁至拜占庭，成为罗马人新的中心，这一时期现代土耳其所在地区成为了帝国的主要兵源地和粮食产地，东罗马帝国（拜占庭）一直基本维持着安纳托利亚地区的控制，直到1071年曼齐克特战役拜占庭帝国惨败，并迅速丧失了小亚细亚绝大部分地区的领土。

## 突厥人
突厥人是阿爾泰山一帶的遊牧部落，民族成分複雜，中國史書稱之為“雜胡”。起初臣屬於柔然，興盛后灭柔然，于550年建立突厥汗国。583年，突厥汗国在与隋朝的战争中失败后分裂為東突厥、西突厥；东突厥与隋朝的屡次战争中失败而走向衰落。最终在唐代，唐太宗贞观四年（630年）滅東突厥；唐高宗显庆五年（657年）時，在唐将苏定方持续打击下西突厥也灭亡。（参见唐与突厥的战争）。唐朝在西突厥故地设崑陵都護府和濛池都护府管辖，后不久由于阿拉伯帝国势力东扩而丧失。大約在八世紀初，阿拉伯帝国攻佔中亞各地，西突厥也被纳入其统治。840年，回紇汗国灭亡之后，大部分回鹘人也西遷進入中亞，就這樣回紇人與突厥人在中亞合流。经过迁徙和混合，已经和原中亚突厥人关系较远。

## 伊斯蘭教的傳入
公元622年，伊斯蘭教在阿拉伯半島興起。伊斯蘭教先知穆罕默德後裔建立阿拉伯帝国，經過統伐等事情，建立倭马亚王朝、阿拔斯王朝、法蒂瑪王朝等，並將伊斯蘭教傳入突厥人。首先接受伊斯蘭教的是那些归顺阿拉伯帝国的突厥奴隸，這些奴隸在埃及建立圖倫王朝等突厥人主政的國家。

## 大塞爾柱帝國（1037-1194）
烏古斯人酋長塞爾柱原住錫爾河東岸，後來為了避免西喀喇汗的侵略，后南下由孫子在1037年建立大塞爾柱帝國。
在東羅馬帝國浮沉的几个世紀裡，一個游牧民族 - 突厥人開始從亞洲中部向西遷徙，由於堅強好戰的天性，很快佔領衰落的白益王朝的地盤，並以波斯伊斯法罕為中心，建立屬於他們自己的國家。
1055年進兵巴格達，控制哈里發，進而掌握回教世界。來自土耳其塞爾柱部落的图赫里勒·贝格在巴格達接受蘇丹的封號，並從那裡開始對拜占庭帝國的征服。1071年，圖魯爾的兒子阿尔普·阿尔斯兰在曼齐刻尔特战役擊敗拜占庭軍，戰後整个安纳托利亞被暴露在外，成為土庫曼部落進攻的目標。
1141年被西遼打敗。
1194年被花剌子模王国消滅。

## 小亞細亞的罗姆苏丹國（1077-1308）
- 1077年蘇萊曼沙阿一世建國。
- 1095年烏爾班二世发起十字軍。
- 1221年蒙古帝国摧毁花剌子模的莫夫城，烏古斯族卡耶部落由中亞的莫夫城的草原上逃難到小亞細亞，小亞細亞塞爾柱帝國（罗姆苏丹国）收容他們，並開始向蒙古稱臣納貢。
- 1243年蒙古打敗小亞細亞罗姆苏丹國，收為藩屬。
- 1308年被旭烈兀所建立的伊兒汗國所滅，被設為羅馬省。

### 奧斯曼侯國（1299-1308）
当罗姆苏丹国灭亡后，这个王国分裂成30多个小侯国 ，其中就有一个比较大的侯国叫奥斯曼，奥斯曼侯国逐渐吞并其它的侯国，并成功击退外族入侵，建立奥斯曼帝国。

## 奧斯曼帝國（1299-1922）

突厥人所建立的一个帝国，创立者為奥斯曼一世。奥斯曼人初居中亞，建立奧斯曼帝國，並奉伊斯蘭教為國教，後遷至小亞細亞，日漸興盛。極盛時勢力達歐亞非三大洲，領有南歐、巴爾幹半島、中東及北非之大部份領土，西達直布羅陀海峽，東抵裏海及波斯灣，北及奧地利和斯洛文尼亞，南及蘇丹與葉門。自消滅東羅馬帝國後，定都於君士坦丁堡、改名伊斯坦堡，且以羅馬帝國（拜占庭帝國）的繼承人自居。故奥斯曼帝国的苏丹（皇帝）視自己為天下之主，繼承羅馬帝國及伊斯蘭文化，東西文明在其手中而得以統合。
奧斯曼帝國位處東西文明交匯處，並掌握東西文明的陸上交通线達六个世紀之久。在其存在其間，不止一次實行伊斯蘭化及現代化改革，使得東西文明的界限日趨模糊。奥斯曼帝国對西方文明影響舉足輕重，其建築師希南名留至今。16世紀，蘇萊曼大帝在位之時，日趨鼎盛，其領土在17世紀更達最高峰。在巴巴羅薩的帶領下，其海軍更掌控地中海。
奧斯曼帝国是15世紀至19世紀唯一能挑战崛起的歐洲国家的伊斯蘭勢力，但是奧斯曼帝國终不能抵挡近代化欧洲国家的冲击，於19世紀初趨於末落。1915年，奥斯曼帝国发动亚美尼亚种族大屠杀，大规模驱逐、杀害、抢劫、强奸亚美尼亚人，受害者高达150万之众。奧斯曼帝國在第一次世界大戰戰敗後陷入分裂。今土耳其國父凱末爾領導國民擊退西方勢力，據小亞細亞立國，廢除傳統哈里發制度，更改國號為土耳其，奧斯曼帝國至此滅亡。

## 土耳其共和國（1923年至今）
出生於馬其頓的穆斯塔法·凱末爾實現青年土耳其黨多年以來的夢想：建立一個現代化的土耳其民族國家。1923年《洛桑條約》的簽訂洗刷《色佛爾條約》的恥辱，並使外國勢力撤離土耳其領土。現代土耳其的邊境確定下來。
土耳其人從此開始对自己政務的管理，他們進一步鞏固安卡拉，並將其設為首都，廢除伊斯蘭教君主政體。穆斯塔法·凱末爾成為新建立的世俗共和國的總统以及共和人民黨的領袖。之後，他被授予「阿塔爾圖克」（字面意思為「土耳其之父」）的姓氏。阿塔爾圖克建立起民主政體，但又不允許任何反對力量的發展影響到自己政策的實施，他幾乎不採納任何與自己相左的意見，並經常顯現出獨斷専行的作風。他還堅持土耳其必須是由土耳其人組成的一個國家，故他否定庫爾德族文化的存在。結果不出所料，幾年之後安納托利亞東南部地區就爆發一場庫爾德族群的叛乱，成為貫穿整個20世紀的眾多騒乱的第一次。
而在愛琴海兩岸，建立統一的民族國家的願望，使得希臘和土耳其休戰以後，兩國之間的人口出現大規模的遷移，整個社會的人口構成被重新改寫。安納托利亞地區說希臘語的人，紛紛乘船前往希臘，而希臘的穆斯林居民又大量遷往土耳其（土耳其突厥化正式完成）。引起社會不安定，並導致幽靈村莊的出現。更重要的是，它妨礙新國家的發展。
從1920-30年代，土耳其開始採用格里高利曆，使之與西方社會而非中東接軌。並改革字母表，採用羅馬字母，廢除阿拉伯字母，規範土耳其的標準語言。又不允許再戴非斯帽（土耳其帽，被認為是鄂圖曼帝國的殘留物，封建保守的象徵）。還建立全民投票的選舉制度。再決定所有的土耳其人都應該有姓氏，而在此之前，土耳其人都衹有名沒有姓。
阿塔圖爾克的繼任人，伊斯梅特·伊納尼小心翼翼地不讓土耳其捲入第二次世界大戰，戰爭結束後，土耳其成了美國的同盟國。當時亞美尼亞邊境就是蘇聯邊界的標誌，由於土耳其重要的戰略地位，它成為對抗蘇聯的前沿陣地，故隨之開始接受美國援助。後來土耳其軍隊參加韓戰，與美國的關係就更加密切。此後不久，1952年土耳其成為北大西洋公約組織的成員。
與此同時，土耳其此前被中斷的民主化進程又重新獲得發展動力。1950年，民主黨上台並執政十年。民主黨掌權之初，放鬆一些凱末爾黨人的管制，重新允許用阿拉伯語朗讀祈禱文。但是民主黨後來的政策越來越專制。1960年軍方發動政變，將他們趕下台。但是軍隊管制衹持續很短時間，導致憲政的解放，為土耳其此後多年的發展定下基調。

土耳其总统旗帜

土耳其总统印

1960和1970年代，各種各樣的政黨在土耳其建立起來，民主黨前成員組建正義黨再次參與選舉。但並沒帶來更加充滿活力的民主政體。1960年代後期，土耳其政治的特式是左傾激進主義和政治暴力促成一個看似不可能的政黨聯盟，以及中立黨派的右傾化。1971年，軍隊再次介入恢復秩序，但很快便在1973年底還政於民。幾個月後，1974年總理比倫特·埃傑維特命令軍隊入侵塞浦路斯，保護土耳其人少數民族。這次入侵實質上把塞浦路斯分成兩個政治實體，這種局面一直維持到今天。
1980年，軍隊成立人們普遍恐懼的國家安全委員會，不過還是允許1983年進行大選恢復民主，結果土耳其祖國黨領袖圖爾古特·厄扎爾鸁得大多數選票。身為一個敏銳的經濟學家和伊斯蘭教支持者，厄扎爾推行一系列重要的現代化經濟和法律改革，使土耳其融入國際社會中，並為現今土耳其迅速發展播下種子。
1991年，在海灣戰爭打擊伊拉克的行動中，土耳其允許多國部隊空軍使用安納托利亞南部的基地，從而成為美國的盟國。海灣戰爭結束後，數百萬伊拉克庫爾德族人，因害怕萨达姆·侯赛因的報復，紛紛北逃進入安納托利亞東南部，促使建立伊拉克北部庫爾德族人安全區。這反過來鼓勵庫爾德工人黨加劇自己的行動，於是招致土耳其軍方更激烈強硬的反應，土耳其東南部地區實際上陷入長期內戰，庫爾德族的戰火不斷升級，使東南部的大部份地區實行戒嚴，直到1999年黨領袖阿卜杜拉·厄賈蘭被捕為止。
與此同時，圖爾古特·厄扎爾於1993年猝死，留下權力真空，随後在1990年代，出現多個軟弱無能的聯合政府，許多政治人物都成了政治舞台上的怱怱過客。坦蘇·奇萊爾曾作為土耳其第一位女總理短暫執政，但她被人們寄予重望的女性作風和經濟方面的專業知識，並沒有幫助她找到解決庫爾德族問題，振興國家經濟辦法。1995年12月，出乎所有人意料的是，伊斯蘭政黨繁榮黨上台，成立了以老政客內吉梅丁·埃爾巴坎（Necmettin Erbakan）為首的政府，被權力衝昏了頭腦的繁榮黨人發出伊斯蘭激進主義聲明，結果導致軍隊憤怒。1997年國家安全委員會宣佈繁榮黨藐視憲法對宗教介入政治的禁令。在面臨被稱為「後現代政變」（postmodern coup）的形勢下，埃爾巴坎政府被迫辭職，繁榮黨於1998年被取締。
1999年庫爾德工人黨領袖阿卜杜拉·厄賈蘭的被捕，被認為是解決該族問題的一個契機，但這個願望迄今還未實現。
2001年上半年，土耳其經濟出現崩潰，國家的命運雪上加霜，政府從國際貨幣基金組織獲得巨額貸款。2002年下半年，土耳其又發生戲劇性的変化，正義與發展黨壓倒性贏得大選，在550席中获得363席，共和人民党分得178席，成立自1950年首個多數黨政府，正義與發展黨大受民眾支持，新总理雷杰普·塔伊普·埃爾多安修改憲法，取消死刑，給庫爾德族人更大的文化權利，並嚴厲打擊侵犯人權的行為。2005年1月，土耳其經濟的發展已非常穩定，國家開始採用新的土耳其里拉，每張鈔票的面額相應縮小100萬倍。2005年10月，土耳其在經過徒勞的努力之後，終於促使歐盟就其加入問題開始正式談判。
2007年7月22日，大国民议会选举，執政正义与发展党在550席中获得341席，共和人民党分得112席，民族主義行动党得到71席。埃尔多安政府成功連任，得以继续执政。8月28日，大国民议会选举阿卜杜拉·居尔为总统。
2011年6月12日，大国民议会选举執政正义与发展党在550席中获得327席，共和人民党得135席，民族主義行动党得53席。埃尔多安政府第三次执政。

## 自我民族认同
土耳其官方认同土耳其总统旗上十六道光芒的太阳、十六颗星星代表的的土耳其共和国和历史上十六个曾由突厥人建立的帝国。而其中多数历史上的国家并不是由土耳其人建立，或主体民族并不是土耳其人，并且在人种上，因经过迁徙和混合，土耳其人和原中亚突厥人关系较远。所谓的泛突厥主义实际上缺少实际基础。
- 匈奴帝国
- 西匈奴帝国
- 匈人帝國
- 嚈哒帝国
- 突厥帝国
- 阿瓦尔帝国
- 可萨帝国
- 回鹘汗国
- 喀喇汗国
- 加兹尼王国
- 塞尔柱帝国
- 花剌子模
- 金帐汗国
- 帖木儿帝国
- 莫卧儿帝国
- 奥斯曼帝国

## 参阅
- 土耳其